# Hersilia mimbi
Hersilia mimbi är en spindelart som beskrevs av Baehr 1993. Hersilia mimbi ingår i släktet Hersilia och familjen Hersiliidae.
Artens utbredningsområde är Western Australia. Inga underarter finns listade i Catalogue of Life.